# Rhopalophora pulverulenta
Rhopalophora pulverulenta es una especie de escarabajo longicornio del género Rhopalophora, categorizada en la tribu Rhopalophorini, de la subfamilia Cerambycinae. Fue descrita por Guérin-Méneville en 1844.

## Descripción
Mide 10,8-13,7 mm de longitud.

## Distribución
Se distribuye por América del Sur: Colombia.